# Флаг Тюкалинского городского поселения
Флаг Тюкали́нского городского поселения Тюкалинского муниципального района Омской области Российской Федерации.
Флаг утверждён 30 декабря 2008 года и внесён в Государственный геральдический регистр Российской Федерации с присвоением регистрационного номера 4675.

## Описание флага
«Прямоугольное жёлтое полотнище с отношением ширины к длине 2:3, несущее изображения фигур герба поселения: двух скрещённых зелёных сосен и двух чёрных лисьих шкур по сторонам».

## Символика флага
Флаг создан с учётом герба Тюкалинского городского поселения, который разработан на основе проекта герба Тюкалинска в 1867 году.
Фигуры флага символизируют природные, культурные и исторические особенности Тюкалинска: сосны не только отражают леса, окружающие город, но и аллегорически указывают на то что при основании Тюкалинской слободы переселенцы должны были сначала расчистить место от леса, сделать его пригодным для жизни. Чёрные лисьи шкуры отражают богатства местной природы и популярный в своё время пушной промысел, приносивший ощутимый доход местным жителям.
Использование композиции исторического герба символизируют жителей Тюкалинска как людей бережно относящихся к своей истории и культуре.
Жёлтый цвет (золото) — символ урожая, богатства, стабильности, энергии, уважения и интеллекта.
Зелёный цвет — символ природы, здоровья, молодости, жизненного роста.
Чёрный цвет — символ плодородия, мудрости, скромности, вечности бытия.